# 藍菌門
藍菌又称藍綠菌、蓝细菌，舊稱藍綠藻（blue-green algae）或蓝藻（blue algae），是细菌域藍菌門（学名：Cyanophyta）屬下的格兰氏阴性菌，是一类能透過产氧光合作用将光能转化为化学能并生产有机物（如碳水化合物）的自营生物，但其中一些也退化失去了光合能力只依赖異營獲取生存所需的能量。其学名來自古希臘語 κύανος (kúanos)，意即：“蓝色”，源于其细胞内的感光色素在吸收日光中的红色和部分蓝色光谱后反射出蓝绿混合的青色；“蓝藻”的旧称则是因为其菌落的生物薄膜漂在水面时酷似浮游绿藻——然而作为原核生物，蓝绿菌沒有细胞核和有膜细胞器，其遺傳物質也不構成染色体，在生物分类学上并非属于真核生物的藻類。
蓝绿菌最早出现在太古宙中期，在地球上已存在約40億年以上，是活化石，也是目前發現的最早的光合自营生物之一。蓝绿菌是首个能利用光分解水分子进行固碳的生产者，其光合过程中会释放双氧这个活性极强的副产品，對地球表面從早期無氧的还原性大气层轉變為有游离态氧气的氧化性環境起了巨大的作用，也是地球生命起源的研究重點之一。通过十亿年不断释放氧气，蓝绿菌最终在太古宙末期耗尽了地表所有的还原剂物质，并因为大氧化事件移除了大气甲烷引发极端气候变化使得地球进入了长达三亿年的休伦大冰期，导致当时占据生物圈主体的厌氧菌（主要是古菌）接近灭绝，地球上的生命形态由此发生了显著改变，好氧菌和由古菌与细菌发生内共生演化出的真核生物开始在元古宙出现演化辐射。根據內共生學說，在原始质体生物（藻类和植物）中负责光合作用的葉綠體其实就是蓝绿菌在中元古代被其它真核细胞吞入后发生內共生演化而來的，都是蓝绿菌的质体后裔，因此所有的产氧光合作用其实广义上都是由蓝绿菌这一门完成的。

## 形态

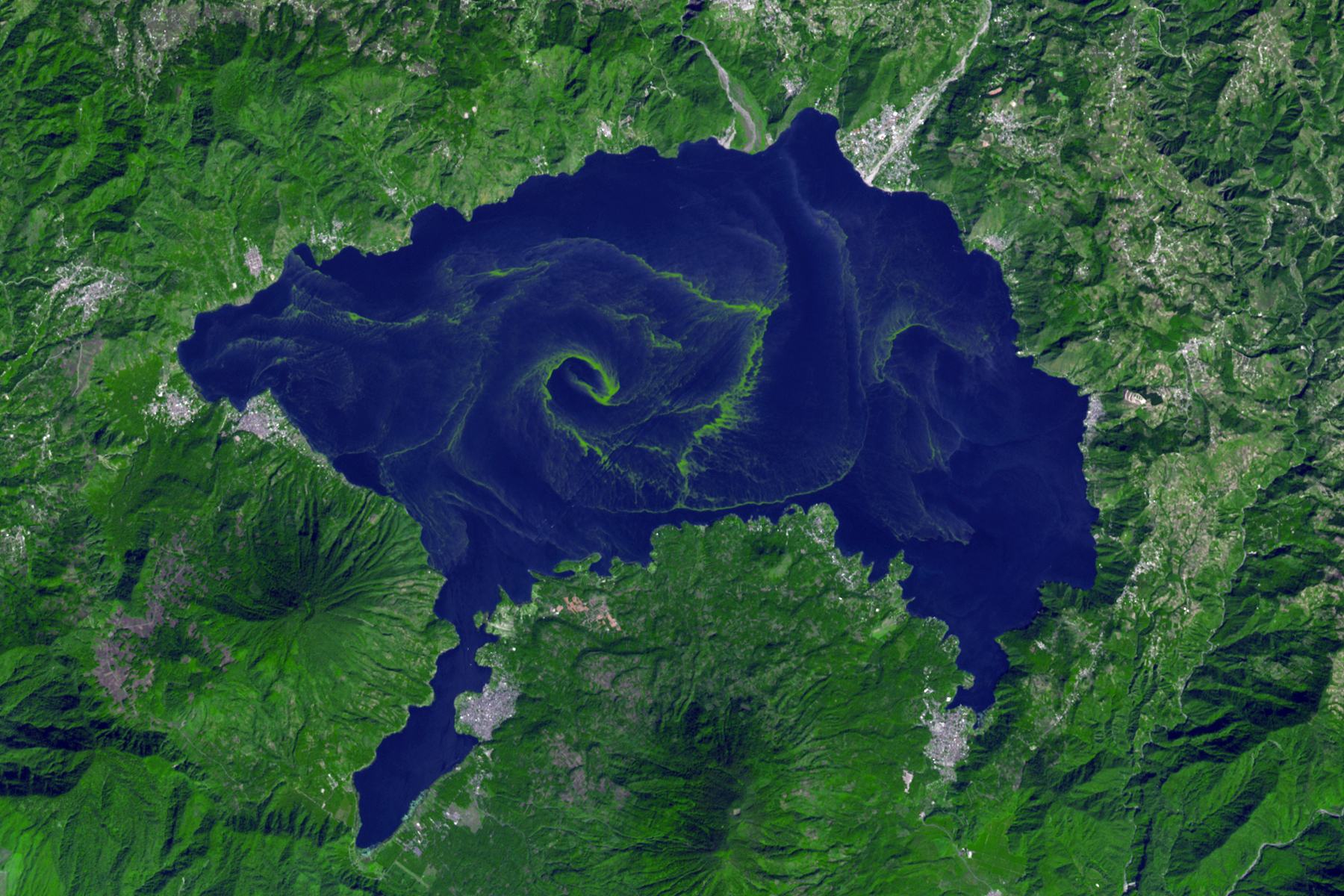
從衛星圖片亦可以看到於阿蒂特兰湖生長著大片藍藻。

藻体为单细胞或群体，或为细胞成串排列组成藻丝状的丝状体，不分枝、假分枝或真分枝，不具鞭毛，不产游动细胞，一部分丝状种类能伸缩或左右摆动；细胞壁缺乏纤维素，由肽聚糖组成，壁外常形成胶质鞘；无真正细胞核，核的组成物质集于细胞中央，无核膜及核仁；细胞内除含有叶绿素和类胡萝卜素外，尚含有藻蓝素，部分种类含藻红素；色素不包在质体内，而分散在细胞质的边缘，藻体因所含色素种类和多寡而呈现不同的颜色。
分類和細菌同屬细菌界，無膜狀胞器，體內作用易互相干擾。

## 分布
藍菌主要分布在含有机质较多的淡水中，部分生於海水中、潮湿和干旱的土壤或岩石上、树幹和树叶上，温泉中、冰雪上，甚至在盐卤池、岩石缝中都可以发现藍菌；有些还可穿入钙质岩石或介壳中（如穿钙藻类）或土壤深层中（如土壤蓝藻）；也有同真菌共生形成地衣，或生于植物体内形成内生植物，少数种类能生活于85℃以上的温泉或终年积雪的极地。
藍菌已知约2000种。目前藍菌的系統發育分類仍未確定，根據色素種類可單分出類似植物的葉綠體，含有葉綠素a和葉綠素b的原綠藻類，根據形態可分爲色球藻目（Chroococcales）、寬球藻目（Pleurocapsales）、顫藻目（Oscillatoriales）、念珠藻目（Nostocales）和真枝藻目（Stigonematales）。但以上分類可能除真枝藻目以外均非單系群，有待進一步研究。形態分類可參見細菌分類表。是發現年代最早的化石。

## 分類

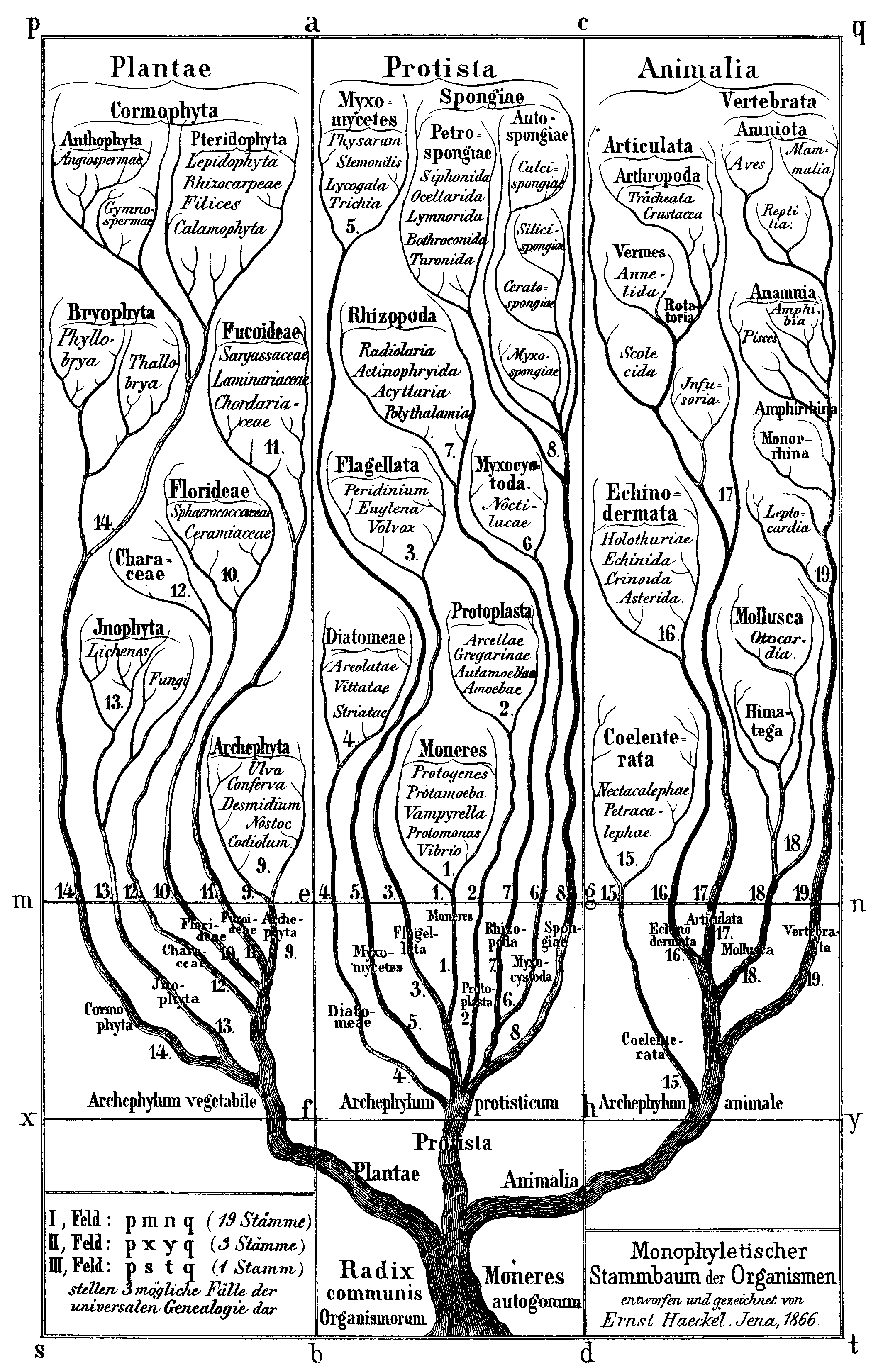
《Generelle Morphologie der Organismen》(1866)中的生命之树。注意带有藻类而不是细菌的念珠藻属（Nostoc）的位置（原核生物界）

约在19世纪70年代，F. Cohn 首先发现蓝菌和细菌的相似性，他将二者合并建立裂殖植物门（Schizophyta，又称分裂植物門），後來裂殖植物於1866年被恩斯特·海克尔歸入原生生物界（Protista）的原核生物門（Monera），包括有Protogens、Protamaeba、Vampyrella、Protomonae及Vibrio，但不包括Nostoc及其他藍菌，因為當時其他藍菌被分類為藻類、然後再被Chatton於1925年分類到原核生物域（Prokaryotes）。
傳統上藍綠菌歸於藻類，以往稱為藍綠藻門（Cyanophyte），最新研究早已將它排除，因為其和藻類差異甚大。藻類是有膜狀胞器的真核生物成員，藍菌是缺乏膜包圍的胞器（膜狀胞器）的原核生物，含有單一環狀DNA分子，細胞壁含有肽聚糖，核糖體大小、成分和真核生物不同。藍綠菌在特化摺疊的原生質膜（稱為葉綠囊膜）上行光合作用。因此，它們即使擁有類似的生態棲位，彼此仍然差異很大。
传统上，蓝藻按形态学分为五个部分，用数字I-V表示。前三个——色球藻目、宽球藻目(Pleurocapsales)和颤藻目——没有得到动植物种类史研究的支持。后两者 - 念珠藻目和真枝藻目（Stigonematales） - 是单系的，构成异囊藻。
The members of Chroococales are unicellular and usually aggregate in colonies. The classic taxonomic criterion has been the cell morphology and the plane of cell division. In Pleurocapsales, the cells have the ability to form internal spores (baeocytes). The rest of the sections include filamentous species. In Oscillatoriales, the cells are uniseriately arranged and do not form specialized cells (akinetes and heterocysts).In Nostocales and Stigonematales, the cells have the ability to develop heterocysts in certain conditions. Stigonematales, unlike Nostocales, include species with truly branched trichomes.
Most taxa included in the phylum or division Cyanobacteria have not yet been validly published under The International Code of Nomenclature of Prokaryotes (ICNP) except:
- The classes Chroobacteria、蓝丝藻纲(Hormogoneae)和胶藻菌纲(gloeobacteria)
- 色球藻目（Chroococcales）、黏菌藻目(Gloeobacterales)、念珠藻目(Nostocales)、颤藻目（Oscillatoriales）, 宽球藻目(Pleurocapsales)和真枝藻目 (Stigonematales)
- 原绿藻科 Prochloraceae（英语：Prochloraceae） and 木灵藓科 Prochlorotrichaceae
- 盐螺旋藻属（ Halospirulina）, 拟浮丝藻属（Planktothricoides）、原绿球藻属（Prochlorococcus）, 原绿蓝细菌属, and Prochlorothrix

其他根据国际藻类、真菌和植物命名法规进行有效发表。
以前，有些细菌，比如贝日阿托氏菌属（Beggiatoa）, 被认为是无色的蓝菌。
在LPSN上，蓝藻门（Cyanobacteriota）包括以下纲：
- 蓝藻纲 Cyanophyceae Schaffner 1909
- Vampirovibrionophyceae Strunecký and Mareš 2023，也拼作：Vampirovibriophyceae
  - Vampirovibrionales Chuvochina et al. 2024
    - Vampirovibrionaceae Chuvochina et al. 2024
      - Vampirovibrio Gromov and Mamkayeva 1980
        - Vampirovibrio chlorellavorus (ex Gromov and Mamkayeva 1972) Gromov and Mamkayeva 1980

## 危害

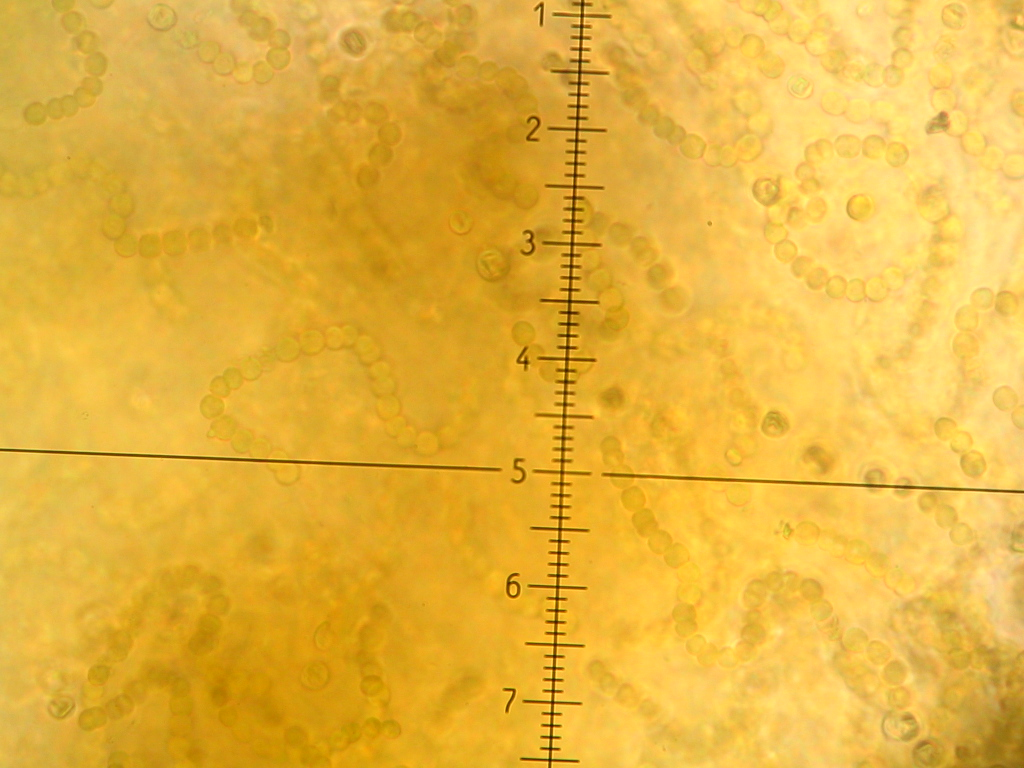
显微镜下的髮菜，同屬藍菌門，可見唸珠狀的藻絲及異形胞（明顯大於營養體細胞）

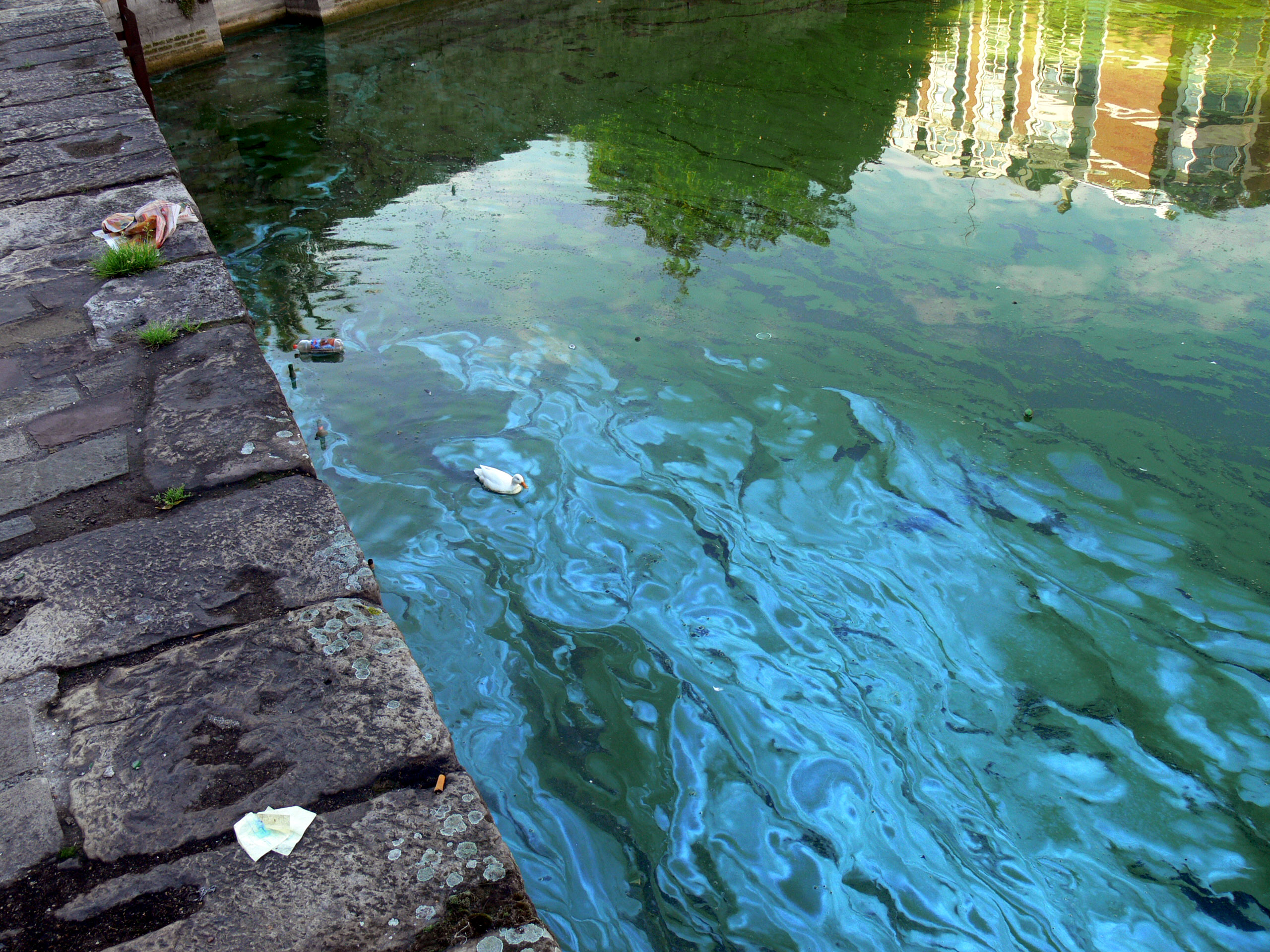
藍菌產生的藻華現象

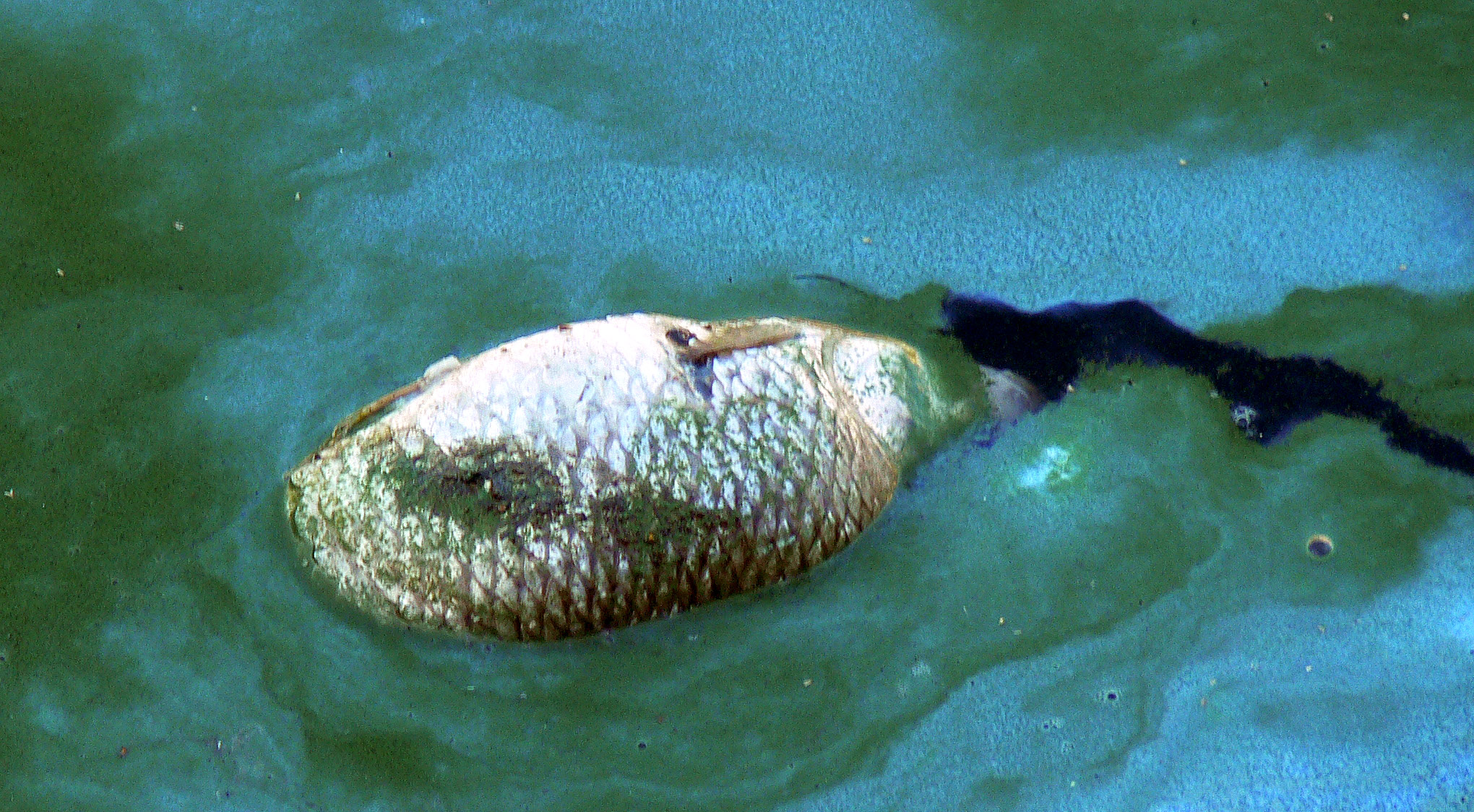
藍菌毒素令魚類死亡

### 毒素
國際間對食用藍菌門生物開始關注，因為不論土生和水生的藍菌生物皆含有神經毒素BMAA（β-N-methylamino-L-alanine），並可能透過食物鏈不斷累積產生生物放大作用，對人類的損害將逐漸增加。BMAA已證實會對動物產生強烈的毒性，加速動物腦神經退化、四肢肌肉萎縮等等，小量BMAA積累已能選擇性殺死老鼠的神經元。香港中文大學呼籲大眾停止食用同屬藍菌門的髮菜，減輕患上肌萎性側索硬化症、柏金遜症和老人癡呆症的風險。
蓝菌的次生代谢产物微囊藻毒素有非常強的毒性，可能會嚴重损害肝脏，引致肝癌。1996至1999年間，美國俄勒冈健康部門（Oregon Health Division）曾對市面上87種藍菌及螺旋藻保健食品進行測試，發現其中竟然有85種保健食品均含有微囊藻毒素。
不同種類的藍菌含有不同類型的蓝藻毒素，當中包括神經毒素（Neurotoxin）、肝毒素（Hepatotoxicity）、細胞毒素（Cytotoxicity）及內毒素等，使他們對人體及動物構成生命危險。已有紀錄証明飲用或於被藍菌污染的水源接觸會引致中毒現象，但實際多少的攝取量會致命則未有定論。

### 污染水質
蓝菌和藻類皆會產生有腥臭味的“藻華”（又稱水華）現象，最大危害是令饮用水源受到威胁，毒素影响人类健康。亦會蓋住池水令魚類缺氧死亡。

### 螺旋藻、螺旋菌
螺旋藻同屬於藍菌門，最初是由非洲乍得居民當作食物，雖然現時也是一種流行的商業保健食品，但螺旋藻的健康及治療效用一直備受質疑。很多贊成的主張都是著重螺旋藻包含的個別養份，如γ-亞麻酸（GLA）、不同的抗氧化劑等，而不是著重直接食用螺旋藻。螺旋藻含有的所有營養如維生素，全部均可以在一般正常食物中找到，根本沒有食用必要，但螺旋藻卻會另外對重金屬產生富集作用。2008年，中國雲南省疾控中心就對當地市場上25個品牌的螺旋藻進行檢驗，發現重金屬鉛和鎘的含量均超標。另外，螺旋藻食品所含的毒素，也是值得關注的問題。